# صياد يوم السبت
صياد يوم السبت (بالفارسية:شکارچی شنبه)، هي فيلم إيراني من نوع الجريمة والدراما، أنتجت سنة 2011، وشارك الفيلم كل من علي نصيريان في دور الحاخام، وأميريل أرجمند ودارين حمزة، وآرسينه سوكياسيان، ومهدي فقيه، وسيلوا آندرانسيان، ومحمد جواد جعفر بور.

## القصة
ربح الحاخام اليهودي (الممثل علي نصيريان في دور الحاخام) من زوجته المسيحية المطلقة بأن يأخذ ابنه بنيامين، ويقوم الحاخام بعمل غسيل الدماغ لأبنه بنيامين، ليتحول بنيامين من براءة التنشئة إلى مجرم يجيد قتل الناس بالبندقية.

## عروض الفيلم
عرضت الفيلم في مهرجان فجر السينمائي بإيران وقطاع غزة.

## انتقادات
أنتقد إحدى وسائل الإعلام الإسرائيلية فيلم «صياد يوم السبت» ، وتتهم الفيلم لتغذية الكراهية ومعاداة السامية على حد وصفهم.